# Сциртоидные
Сциртоидные (Scirtoidea) — надсемейство жуков, единственное в составе серии ScirtiformiaLawrence, Slipiński, Seago, Thayer, Newton, and Marvaldi, 2011
(ранее в инфотряде Элатериформные).

## Описание
Мелкие овальной формы жуки. Длина 1—5 мм.

## Классификация
4 семейства (два ископаемых). Ранее их включали в инфотряд Элатериформные (Elateriformia). В 2022 году в ходе интегрирования данных филогеномики и палеонтологии была разработана новая классификация жесткокрылых, и надсемейство Scirtoidea было выделено в отдельную серию ScirtiformiaLawrence, Slipiński, Seago, Thayer, Newton, and Marvaldi, 2011. Семейства Clambidae, Eucinetidae, †Mesocinetidae и Derodontidae выделены в отдельные надсемейство Clamboidea Fischer, 1821 (=Eucinetoidea Lacordaire, 1857) и серию Clambiformia Cai and Tihelka.
- Надсемейство Scirtoidea Fleming, 1821 (sensu nov.:[1])
  - Семейство Decliniidae Nikitsky, Lawrence, Kirejtshuk and Gratshev, 1994
  - Семейство Scirtidae Fleming, 1821
    - † Mesernobiinae Engel, 2010
    - Nipponocyphoninae Lawrence and Yoshitomi, 2007
    - Stenocyphoninae Lawrence and Yoshitomi, 2007
    - Scirtinae Fleming, 1821

  - Семейство † Elodophthalmidae Kirejtshuk and Azar, 2008
  - Семейство † Boleopsidae Kirejtshuk and Nel, 2013

В старом расширенном таксономическом объёме на территории России надсемейство Scirtoidea представлено 4 современными семействами:
- Семейство Деклинииды (Decliniidae Nikit. Lawr. Kirejt. & Gratsh., 1994). В России — 1 вид. Источник оценки: Опред. насекомых ДВ, 1996.[2]
- Семейство Кувыркалки (Eucinetidae Lacordaire, 1857). В России — 5 видов. Источник оценки: Волкович, 1995.[2]
- Семейство Кругляки (Clambidae Fischer, 1821). В России — 11 видов. Источник оценки: Волкович, 1995.[2]
- Семейство Трясинники (Scirtidae Fleming, 1821). В России — 36 видов. Источник оценки: Максименков, 1995.[2]
- Семейство †Elodophthalmidae Kirejtshuk & Azar, 2008
- Семейство †Mesocinetidae Kirejtshuk & Ponomarenko, 2010